# Euclystis diascia
Euclystis diascia là một loài bướm đêm trong họ Erebidae.